# Nagroda Satelita dla najlepszego scenariusza oryginalnego
Laureaci Satelity w kategorii najlepszy scenariusz oryginalny:

## Lata 90
1996: nagroda ex aequo:
- John Sayles – Na granicy
- Scott Alexander, Larry Karaszewski – Skandalista Larry Flynt

nominacje:
- Scott Hicks – Blask
- Billy Bob Thornton – Blizny przeszłości
- Joel i Ethan Coenowie – Fargo

1997: Ben Affleck, Matt Damon – Buntownik z wyboru

nominacje:
- Paul Thomas Anderson – Boogie Nights
- Simon Beaufoy – Goło i wesoło
- Jeremy Brock – Jej wysokość pani Brown
- James Cameron – Titanic

1998: Gary Ross – Miasteczko Pleasantville

nominacje:
- Joăo Emanuel Carneiro, Marcos Bernstein – Dworzec nadziei
- Robert Rodat – Szeregowiec Ryan
- David McKenna – Więzień nienawiści
- Marc Norman, Tom Stoppard – Zakochany Szekspir

1999: M. Night Shyamalan – Szósty zmysł

nominacje:
- Alan Ball – American Beauty
- Charlie Kaufman – Być jak John Malkovich
- Paul Thomas Anderson – Magnolia
- Pamela Gray – Spacer po księżycu
- David O. Russell, John Ridley – Złoto pustyni

## 2000–2009
2000: Kenneth Lonergan – Możesz na mnie liczyć

nominacje:
- Lee Hall – Billy Elliot
- Susannah Grant – Erin Brockovich
- David Mamet – Hollywood atakuje
- Cameron Crowe – U progu sławy

2001: Milo Addica, Will Rokos – Czekając na wyrok

nominacje:
- Alejandro Amenábar – Inni
- Christopher Nolan – Memento
- Baz Luhrmann, Craig Pierce – Moulin Rouge!
- Louis Mellis, David Scinto – Sexy Beast

2002: Pedro Almodóvar – Porozmawiaj z nią

nominacje:
- Todd Haynes – Daleko od nieba
- Nicole Holofcener – Pięknie i jeszcze piękniej
- Burr Steers – Ucieczka od życia
- Mike Leigh – Wszystko albo nic
- Mike White – Życiowe rozterki

2003: Sofia Coppola – Między słowami

nominacje:
- Guillermo Arriaga – 21 gramów
- Frank Hannah, Wayne Kramer – Cooler
- Tom McCarthy – Dróżnik
- Quentin Tarantino, Uma Thurman – Kill Bill Vol. 1
- Catherine Hardwicke, Nikki Reed – Trzynastka

2004: James L. White – Ray

nominacje:
- John Logan – Aviator
- Keir Pearson, Terry George – Hotel Ruanda
- Bill Condon – Kinsey
- Wes Anderson, Noah Baumbach – Podwodne życie ze Steve’em Zissou
- Stuart Beattie – Zakładnik

2005: George Clooney, Grant Heslov – Good Night and Good Luck

nominacje:
- Paul Haggis, Robert Moresco – Miasto gniewu
- Rodrigo García – Nine Lives
- Don Roos – Szczęśliwe zakończenia
- Noah Baumbach – Walka żywiołów
- Ayad Akhtar, Joseph Castelo, Tom Glynn – Wewnętrzna wojna

2006: Peter Morgan – Królowa

nominacje:
- Guillermo Arriaga, Alejandro González Iñárritu – Babel
- Elena Soarez, Luiz Carlos Barreto, Andrucha Waddington – Dom z piasku
- André Téchiné, Laurent Guyot, Pascal Bonitzer – Utracona miłość
- Pedro Almodóvar – Volver
- Paul Laverty – Wiatr buszujący w jęczmieniu

2007: Diablo Cody – Juno

nominacje:
- Tony Gilroy – Michael Clayton
- Nancy Oliver – Miłość Larsa
- Kelly Masterson – Nim diabeł dowie się, że nie żyjesz
- Scott Frank – Świadek bez pamięci
- Steven Knight – Wschodnie obietnice

2008: Tom McCarthy – Spotkanie

nominacje:
- Baz Luhrmann, Stuart Beattie, Ronald Harwood, Richard Flanagan – Australia
- Dustin Lance Black – Obywatel Milk
- Grant Nieporte – Siedem dusz
- Courtney Hunt – Rzeka ocalenia

2009: Scott Neustadter, Michael H. Weber – 500 dni miłości

nominacje:
- Joel i Ethan Coenowie – Poważny człowiek
- Jane Campion – Jaśniejsza od gwiazd
- Mark Boal – The Hurt Locker. W pułapce wojny
- Bob Peterson, Pete Docter – Odlot

## 2010–2019
2010: David Seidler – Jak zostać królem

nominacje:
- Chris Provenzano, C. Gaby Mitchell – Aż po grób
- Alejandro González Iñárritu, Armando Bó, Nicolás Giacobone – Biutiful
- Conor McPherson, Billy Roche – The Eclipse
- Christopher Nolan – Incepcja
- Michael Arndt, Andrew Stanton, Lee Unkrich, John Lasseter – Toy Story 3
- Lisa Cholodenko, Stuart Blumberg – Wszystko w porządku

2011: Terrence Malick – Drzewo życia

nominacje:
- Michel Hazanavicius – Artysta
- John Michael McDonagh – Gliniarz
- René Féret – Nannerl, siostra Mozarta
- Paddy Considine – Tyranozaur
- Abi Morgan, Steve McQueen – Wstyd

2012: Mark Boal – Wróg numer jeden

nominacje:
- Wes Anderson, Roman Coppola – Kochankowie z Księżyca
- John Gatins – Lot
- Paul Thomas Anderson – Mistrz
- Éric Toledano, Olivier Nakache – Nietykalni
- Kim Ki-duk – Pieta

2013: Eric Warren Singer, David O. Russell – American Hustle

nominacje:
- Nicole Holofcener – Ani słowa więcej
- Woody Allen – Blue Jasmine
- Joel i Ethan Coenowie – Co jest grane, Davis?
- Spike Jonze – Ona
- Kelly Marcel, Sue Smith – Ratując pana Banksa